# Richard Bowdler Sharpe
Pour les articles homonymes, voir Sharpe.
Richard Bowdler Sharpe est un zoologiste britannique, né le 22 novembre 1847 à Londres et mort le 25 décembre 1909 dans cette même ville des suites d’une pneumonie.

## Biographie
Il est le fils aîné de Thomas Bowdler Sharpe, éditeur, et petit-fils du révérend Lancelot Sharpe, recteur d’All Hallows Staining de Londres. À six ans, il est placé auprès d’un oncle qui dirige une école à Brighton. Trois ans plus tard, il part dans la classe de son cousin, le révérend James Wallace, à Peterborough. Celui-ci obtient la direction d’une école à Loughborough et le jeune Sharpe le suit. Brillant élève, Sharpe reçoit divers prix scolaires. Il commence à travailler comme employé chez l’éditeur britannique W.H. Smith & Son à 16 ans. À 18, il entre chez B. Quartich.
À 19 ans, il obtient le poste de bibliothécaire à la Zoological Society of London grâce à Philip Lutley Sclater (1829-1913). En 1872, il obtient un poste d’assistant au département de zoologie du British Museum après la mort de George Robert Gray (1808-1872). Il s’occupe principalement des collections ornithologiques. Il devient, en novembre 1895, assistant-conservateur de la collection de vertébrés, fonction qu’il conserve jusqu’à sa mort.
Sharpe se passionne très tôt pour la nature, principalement les oiseaux et les insectes. Il publie en 1869 une monographie sur la famille des Alcedinidae sur laquelle il travaillait depuis l'âge de 17 ans : Monograph of the Alcedinidæ, or Family of Kingfishers, un volume de près de 400 pages et de 121 planches illustrées. En 1871, il commence à travailler, avec Henry Eeles Dresser (1838-1915), sur A History of Birds of Europe mais doit abandonner l’année suivante ce projet à cause de sa prise de fonction au British Museum.
Il commence alors à rédiger le Catalogue of the Birds in the British Museum dont le premier volume paraît en 1874 et le vingt-septième en 1898, la moitié d’entre eux étant de lui. Plus de 11 000 espèces d’oiseaux y sont décrites. Il commence immédiatement la publication des cinq volumes de sa Handlist of the Genera and Species of Birds (1899 à 1909). Parallèlement à ses importantes publications, il s’attache à achever et à faire paraître Birds of New Guinea et Monograph of Trochilidae de John Gould (1804-1881), laissés inachevés par la mort de ce dernier. Il complète de même Eggs of British Birds et Monograph of the Turdidae d’Henry Seebohm (1832-1895). Il assiste Frederick DuCane Godman (1834-1919) pour achever la partie consacrée aux oiseaux dans Biologia Centrali-Americana d’Osbert Salvin (1835-1898).

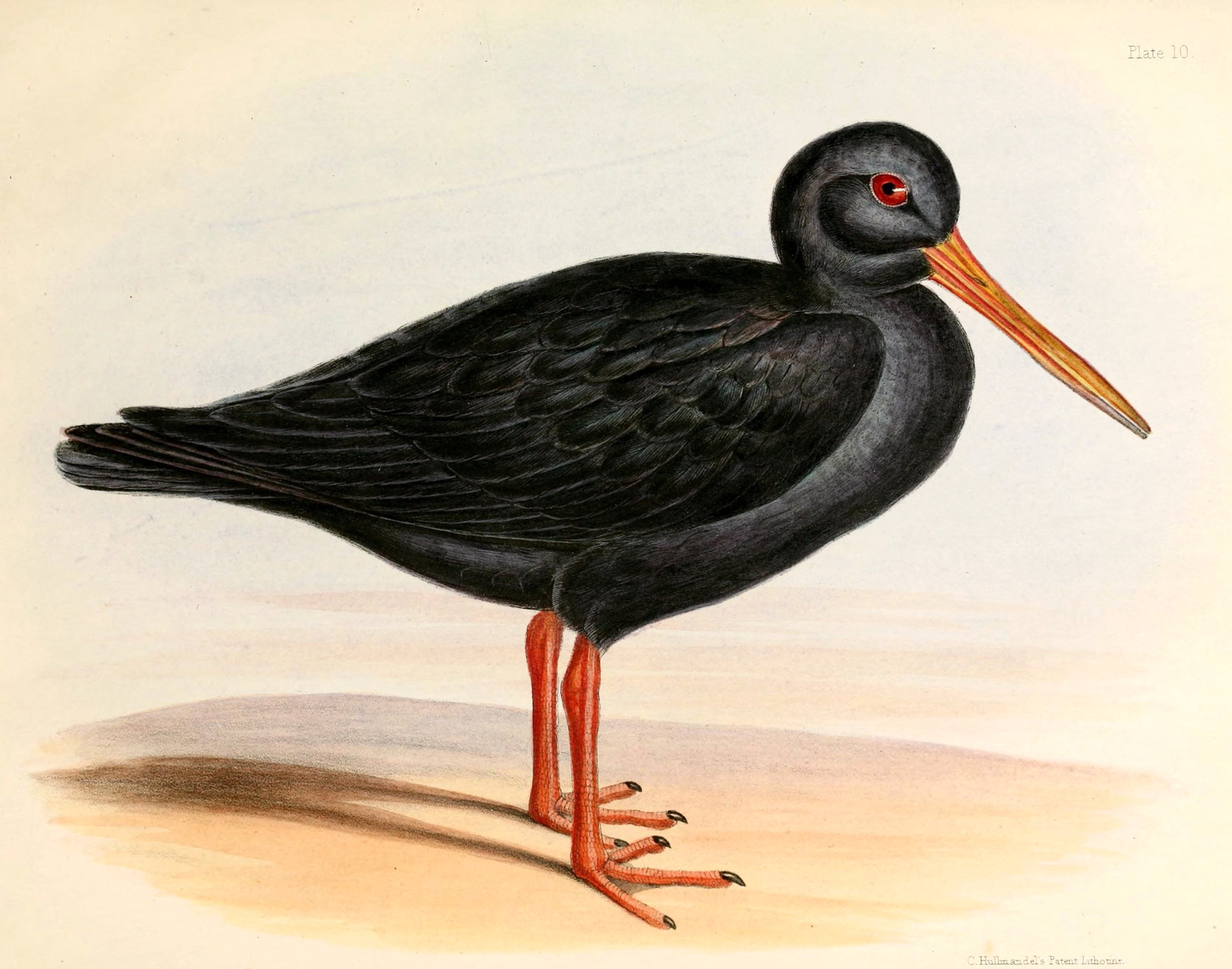
Haematopus unicolor, illustration tirée de The Zoology of the Voyage of HMS Erebus & Terror.

Sharpe étudie les spécimens ornithologiques rapportés par plusieurs expéditions comme celles de l’Erebus et du Terror (parution en 1875), de l’Alert (parution en 1884), de la seconde mission Yarkand (parution en 1891), celle d’Eugene William Oates (1845-1911) dans les terres Matabele et aux chutes Victoria (parution en 1881 et en 1889)... Il supervise une édition du célèbre The natural history & antiquities of Selborne de Gilbert White (1720-1793) en 1900.
Il s’intéresse particulièrement à la taxinomie et à ses relations avec la phylogénie. Il est l’auteur de près de 400 publications et décrit plus de 200 espèces nouvelles. Sous sa direction, les collections du département ornithologique du British Museum passent de 35 000 spécimens en 1872 à environ 500 000 en 1909. Il fait acquérir par le muséum les grandes collections d’Allan Octavian Hume (1829-1912) et d’Arthur Hay, neuvième marquis de Tweeddale (1824-1878). Il fonde en 1892 le British Ornithologists' Club. Il participe à différents Congrès ornithologiques internationaux et préside notamment celui de Londres en 1905. Marié en 1867, il laisse à sa mort dix filles.

## Apports à l'ornithologie
Sur la liste mondiale des noms d'oiseaux créée par Frank Gill et David Donsker pour l'Union Internationale d'Ornithologie, Sharpe est reconnu pour avoir nommé et décrit 233 espèces d'oiseaux et 201 sous-espèces.

## Honneurs
De nombreuses espèces et sous-espèces d'oiseaux ont été nommées en son honneur :
- Pic de Sharpe, Picus sharpei
- Eurylaime à tête grise, Smithornis sharpei
- Grisin à croupion jaune, Euchrepomis sharpei
- Échenilleur des Samoa, Lalage sharpei
- Siffleur de Banda, Pachycephala sharpei
- Drongo de Sharpe, Dicrurus sharpei
- Orite de Sharpe, Aegithalos sharpei
- Cratérope de Sharpe, Turdoides sharpei
- Rougegorge de Sharpe, Sheppardia sharpei
- Monticole de forêt, Monticola sharpei
- Pipit de Sharpe, Macronyx sharpei